# 十六不搭喜趣來
《十六不搭喜趣來》是香港亞洲電視的2008年賀年處境喜劇，也是亞洲電視首部以高清播放的電視劇，並於2007年12月31日起首播，為亞視高清頻道在啟動儀式完結後的首個節目。2008年1月27日起，改至逢星期日播映。
劇集名稱的「十六不搭」是台灣麻將的其中一個食糊方式，「喜趣來」則是翡翠台的諧音。
本劇由楊紹鴻擔任監製，原定為45集，但收視失利。經多番更改播出時間，最終於播放23集後遭腰斬，成為首套香港數碼地面電視廣播實行後的最低收視劇集。此劇所有角色均影射無綫電視高層及藝員、香港政治名人、香港各歌手等。首集為加長版1小時，於2007年12月31日19:30-20:30播放。

## 故事簡介
娛樂圈吉祥三寶──陳發揚(姜皓文飾)、甘智禮(快必飾)、藍盛倫(林偉飾)，立志為演藝界老弱藝人謀求福利，決定舉行麻將大賽。大批演藝圈紅人及政界名人參賽，各大公司高層乘機互片。

## 演員表
| 演員   | 角色                                                         | 備註                                                                  |
| 盧海鵬 | 陳智能 吳方安心 曾敏全 董伯伯 徐大鳳 聶尤淑如 (一人分飾六角) | 影射陳志雲 影射陳方安生 影射曾蔭權 影射董建華 影射徐小鳳 影射葉劉淑儀 |
| 鮑起靜 | 方明圓                                                       | 影射汪明荃 與何家聲為情侶                                             |
| 尹光   | 何家聲                                                       | 影射羅家英 與方明圓為情侶                                             |
| 吳浣儀 | 江月霞                                                       | 影射方逸華                                                            |
| 寶珮如 | 陸易寧 童好如 (一人分飾兩角)                                 | 影射樂易玲 影射容祖兒                                                 |
| 張文慈 | Tina                                                         | 影射洋名為"Tina"的狄娜                                                |
| 麥家琪 | 呂綺紅                                                       | 影射紅線女                                                            |
| 樊亦敏 | 達雪端                                                       | 影射白雪仙                                                            |
| 陳彥行 | 甘惠真                                                       | 影射曾勵珍                                                            |
| 林偉   | 藍盛倫                                                       | 影射譚詠麟 與陳發揚、甘智禮稱吉祥三寶                                 |
| 姜皓文 | 陳發揚                                                       | 影射陳百祥 與甘智禮、藍盛倫稱吉祥三寶                                 |
| 快必   | 甘智禮                                                       | 影射曾志偉 與藍盛倫、陳發揚稱吉祥三寶                                 |
| 袁文傑 | 成雄                                                         | 影射成龍                                                              |
| 樓南光 | 路其中                                                       | 影射杜琪峰                                                            |
| 江美儀 | Money                                                        | 影射洋名為"Sammi"的鄭秀文                                             |
| 伍偉樂 | 謝成風                                                       | 影射謝霆鋒 與姜柏詩為夫婦                                             |
| 戚黛黛 | 姜柏詩                                                       | 影射張栢芝 與謝成風為夫婦                                             |
| 翟鋒   | 鄧善恆                                                       | 影射鄧健泓 與韓源志、徐劍江爭相走近陳智能                             |
| 朱健鈞 | 韓源志                                                       | 影射王賢誌 與徐劍江、鄧善恆爭相走近陳智能                             |
| 蔡國威 | 徐劍江                                                       | 影射崔建邦 與鄧善恆、韓源志爭相走近陳智能                             |
| 周子濠 | Zion                                                         | 影射洋名為"Leon"的黎明                                                |
| 蒲進   | 牛華                                                         | 影射常被稱為「劉華」的劉德華                                          |
| 鄭恕峰 | 何伯滔                                                       | 影射黃柏高                                                            |
| 劉錫賢 | 王星                                                         | 影射王晶                                                              |
| 甄思羽 | 霍固明                                                       | 影射郭富城                                                            |
| 關偉倫 | 羅定斌                                                       | 影射何定鈞                                                            |
| 黃愛瑤 | 康艷芳                                                       | 影射梅艷芳                                                            |
| 杜挺豪 | 許雨方                                                       | 影射許志安                                                            |
| 黃嘉威 | 陳易進                                                       | 影射陳奕迅 「易」讀作「亦」                                           |
| 董南菲 | 香桐莊                                                       | 影射以前名為「章蓉舫」的章小蕙                                        |
| 梁皓楷 | C哥                                                          | 影射常被稱為「B哥」的鍾鎮濤                                           |
| 秦啟維 | 滄田                                                         | 影射側田                                                              |
| 江圖   | 張紹名                                                       | 影射張耀榮                                                            |

## 宣傳
為了宣傳該劇集，亞視特別舉行了「娛樂雀聖喜相逢」麻將比賽，以台灣麻將牌進行比賽。另外，亞視亦於各大報章及戶外廣告牌利用海報宣傳。

## 收視
以下為該劇於本港台首播之收視紀錄：
| 週次 | 集數  | 日期                        | 平均收視                   |
| ---- | ----- | --------------------------- | -------------------------- |
| 1    | 01-05 | 2007年12月31日-2008年1月4日 | 4點                        |
| 2    | 06-10 | 2008年1月7日-1月11日        | 4點                        |
| 3    | 11-15 | 2008年1月14日-1月18日       | 3點                        |
| 4    | 16-20 | 2008年1月21日-1月25日       | 3點                        |
| 5    | 21    | 2008年1月27日               | 1點                        |
| 6    | 22    | 2008年2月3日                | 3點                        |
| 7    | 23    | 2008年2月10日               | 1點 （页面存档备份，存于） |

資料來源：CSM媒介研究(一個收視點代表64,820名觀眾)

## 外部連結
- 亞洲電視-十六不搭喜趣來

| 上一套： 繡娘蘭馨 -12月29日 20:00-21:00          | 本港台第一線劇集(2007年) 本港台第一線劇集(2008年) 十六不搭喜趣來 2007年12月31日-2008年1月25日 19:30-20:00 | 本港台第一線劇集(2007年) 本港台第一線劇集(2008年) 十六不搭喜趣來 2007年12月31日-2008年1月25日 19:30-20:00 | 本港台第一線劇集(2007年) 本港台第一線劇集(2008年) 十六不搭喜趣來 2007年12月31日-2008年1月25日 19:30-20:00 | 本港台第一線劇集(2007年) 本港台第一線劇集(2008年) 十六不搭喜趣來 2007年12月31日-2008年1月25日 19:30-20:00 | 本港台第一線劇集(2007年) 本港台第一線劇集(2008年) 十六不搭喜趣來 2007年12月31日-2008年1月25日 19:30-20:00 |
| 總有艷陽天 2008年1月1日-2008年5月6日 20:00-21:00 | | | | | |